# Prostaglandine G2
La prostaglandine G2 est un peroxyde organique de la famille des prostaglandines. Elle se convertit rapidement dans l'organisme en prostaglandine H2 sous l'action peroxydase d'une cyclooxygénase, la cyclooxygénase 1. Elle dérive métaboliquement de l'acide arachidonique par oxygénation sous l'action dioxygénase de la cyclooxygénase 1, qui présente les deux activités enzymatiques. On la trouve dans le commerce le plus souvent en solution dans l'acétone.